# Лукове (гміна)
Ґміна Лукове (пол. Gmina Łukowe) — колишня (1934—1939 рр.) сільська ґміна Ліського повіту Львівського воєводства Польської республіки (1918—1939) рр.. Центром ґміни було село Лукове.
1 серпня 1934 р. було створено ґміну Лукове в Ліському повіті. До неї увійшли сільські громади: Вільхова, Кальниця, Кам’янки, Лукове, Пораж, Середнє Велике, Суковате, Тернава Горішня, Тернава Долішня, Хотінь, Чашин